# Sierichstraße
Sierichstraße – stacja metra hamburskiego na linii U3. Stacja została otwarta 25 maja 1912. Znajduje się w dzielnicy Winterhude.

## Położenie
Stacja Sierichstraße jest stacją położoną na nasypie kolejowym. Znajduje się pomiędzy Sierichstraße i Dorotheenstraße.